# Dněpr (raketa)
Raketa Dněpr je původem sovětská nosná raketa založena na základě mezikontinentální balistické raketě R-36, vyvinuta ukrajinskou společností Pivdenne a vyráběna v závodě Pivdenmaš. Má tři stupně poháněné na kapalné palivo. Byla využívaná komerčními společnostmi, protože cena za start je pouhých 29 milionů USD. V minulosti tato raketa vynesla dva nafukovací moduly Genesis 1 a Genesis 2 od společnosti Bigelow Aerospace. Může startovat z kosmodromů Pleseck a Bajkonur.